# Gunnar Andersson (ishockeyspelare)
Gunnar Andersson, född 18 november 1944, är en före detta ishockeyback som varit med om att ta hem samtliga fyra svenska mästerskap för sin klubb Leksands IF, 1969, 1973, 1974 och 1975. En duktig defensiv back som ofta spelade i par med Tommy Abrahamsson i LIF:s förstauppställning. Han spelade även 36 A, 27 B och 5 J-landskamper för Sveriges Tre Kronor och erövrade VM-brons 1971 och 1974. Hans moderklubb var Dala-Järna IK.